# Hans-Peter Schmitz (Politiker, 1958)
Hans-Peter Schmitz (* 11. Mai 1958 in Bitburg) ist ein deutscher Politiker (parteilos). Er war von 2018 bis Ende Februar 2023 der Landrat des Landkreises Sonneberg. Zuvor war er von 2006 bis 2018 hauptamtlicher Beigeordneter seiner Vorgängerin Christine Zitzmann.

## Leben

### Ausbildung und Beruf
Hans-Peter Schmitz ist gelernter Verwaltungswirt. 1976 begann er in diesem Beruf eine Beamtenlaufbahn in der Kreisverwaltung Bitburg. Nach der Wende kam er 1991 im Zuge der Verwaltungshilfe in den Partnerlandkreis Sonneberg, in dem er ab 1992 im Landratsamt Dezernent für die Gesundheits-, Jugend- und Sozialverwaltung wurde.

### Politik
Hans-Peter Schmitz wurde 2006 und 2012 vom Kreistag Sonneberg zum hauptamtlichen Beigeordneten und damit zum stellvertretenden Landrat des Landkreises Sonneberg gewählt.
Bei den Kommunalwahlen in Thüringen 2018 trat die bisherige Landrätin Christine Zitzmann nicht wieder an. Schmitz entschloss sich zur Kandidatur auf den Posten des Landrats mit Unterstützung von Die Linke und SPD, um den Wählern eine Alternative zu den Kandidaten von CDU und AfD zu bieten.
Am 29. April 2018 wurde er in der Stichwahl mit 56,2 % der gültigen Stimmen zum Landrat gewählt. Seit Februar 2021 war Schmitz krankgeschrieben und konnte sein Amt nicht ausführen. Zum 1. März 2023 wurde er aus gesundheitlichen Gründen vorzeitig in den Ruhestand versetzt.

### Hobbys und Privates
Hans-Peter Schmitz war lange Zeit ein engagierter Fußballspieler und -trainer. Einige seiner Stationen waren der FC Sonneberg 04, der SV Isolator Neuhaus-Schierschnitz und der TSV Germania 1884 Sonneberg-West. Zu seinen Hobbys zählt neben dem Fußball noch Skat.